# Pierre Nicollon des Abbayes
Pierre Nicollon des Abbayes, né le 17 mars 1763 à Landeronde, de nos jours en Vendée, et mort 5 février 1832 dans la même commune, est un militaire français, général de la guerre de Vendée.

## Biographie

### Famille et origines
Pierre Nicollon des Abbayes est né le 17 mars 1763 à Landeronde, de l'union de Jean-François Nicollon, seigneur de Laumondière (1710-1794), et de Henriette Mercier de la Noue (1731-1781). La famille Nicollon portait les armes suivantes, enregistrées à l'Armorial du Poitou : « d’argent à une maison de gueules et un chef de sable ».
Son père, armateur aux Sables-d'Olonne, étant l'un des principaux instigateurs de l'insurrection de Landeronde en mars 1793, est emprisonné en 1794 à la prison de Noirmoutier où il décède.
Son frère cadet, Jean-Joseph Nicollon de L'Aumondière (1764-1846), prend part aux guerres de Vendée et notamment à la bataille de Saint-Gilles-Sur-Vie avant d'être décoré chevalier de Saint-Louis.
Le 8 février 1804, il épouse Julienne Adèle Symon de Galisson à Saint-Hilaire-de-Talmont, mariage dont il a six enfants.

### Guerre de Vendée et émigration (1792-1800)
En mars 1784, Nicollon des Abbayes intègre la gendarmerie (compagnie de la Reine) et participe en 1792 à la campagne militaire contre-révolutionnaire dans ce même corps.
Après l'échec de cette campagne, des Abbayes passe en Angleterre pour rejoindre le régiment Loyal-Émigrant qui donnera naissance à l'armée des émigrés. Il se réfugie sur l'île de Jersey après la nouvelle campagne militaire de 1793, au cours de laquelle il s'est signalé pendant l'échauffourée de Landeronde et la défense des villages des Mauges.
En 1795, aux côtés d'Eleonor Constant d'Amphernet, il commande les troupes au sein du régiment du Dresnay, puis de Léon et participe à l'expédition de l'Île-d'Yeu et au débarquement des émigrés à Quiberon. L'expédition de Quiberon commence le 23 juin 1795 pour être définitivement repoussée le 21 juillet 1795. Organisée par l'Angleterre afin de prêter main-forte à la Chouannerie et à l'armée catholique et royale en Vendée, elle devait soulever tout l'Ouest de la France afin de mettre fin à la Révolution française et permettre le retour de la monarchie. Finalement, son échec a un tel retentissement qu'elle porte un coup funeste au parti royaliste.
Des Abbayes revient d'émigration en 1796. Il se voit nommé chef de deux divisions du Marais (400 fantassins et 50 cavaliers) au sein de l'armée catholique et royale du Bas-Poitou et du Pays de Retz par le général vendéen Pierre Constant de Suzannet en 1799. À cette même période, il participe aux batailles de Challans et des Lucs. Commandant en chef en janvier 1800, il est grièvement blessé lors d'un combat à Sallertaine alors qu'il affronte Travot une première fois,.

### Pacification (1800)
Lors de la pacification qui débute en 1800, il entretient activement la ferveur royaliste de ses anciens combattants vendéens.
En reconnaissance de ses services, le 7 novembre 1814, Louis XVIII lui remet le brevet de chevalier de Saint-Louis.

### Petite chouannerie (1815)
Général vendéen, des Abbayes participe à la guerre de Vendée et Chouannerie de 1815 en opposition au retour de Napoléon. En ce sens, le 19 mai 1815, il s'illustre à la bataille de L'Aiguillon au cours de laquelle il met en déroute la cavalerie de Travot.
Le 21 juillet 1815, Pierre Nicollon des Abbayes empêche le pillage de Bourbon-Vendée par des troupes vendéennes qui souhaitaient célébrer le retour du roi, en malmenant les partisans du régime impérial sous l'impulsion d'un certain Joly (qui se trouvait être son filleul). Menacé par ce dernier alors qu'il tentait de le calmer, des Abbayes s'avance à la rencontre de Joly et lui dit, la poitrine découverte : « Tire donc sur ton parrain, si tu l'oses ». La ville est épargnée,. En reconnaissance, des Abbayes reçoit une épée d'honneur portant l'inscription « Gage de reconnaissance. Offert par la ville de Bourbon Vendée à M. le général Nicollon Desabayes » de la part du corps municipal de la commune en 1816,,.
À cette même période, il vient aux Sables-d'Olonne proclamer roi Louis XVIII et recevoir les clés de la ville des mains du maire.

### Anoblissement (1817)
Le 18 juin 1817, Louis XVIII adresse à Pierre des Abbayes des lettres de noblesse au nom de « Pierre Nicollon de L'Aumondière »,, avec règlement de nouvelles armoiries, rappelant ses faits d'armes,.

### Décès (1832)
Pierre Nicollon des Abbayes décède le 5 février 1832 chez lui, sur sa terre de « Larochette » près de La Roche-sur-Yon. « M. des Abbayes meurt emportant les regrets de tous ses frères d'armes, et sa mémoire est respectée de ceux mêmes qui combattirent dans des rangs opposés aux siens ».
Il est enterré avec son épouse à Landeronde.

## Postérité

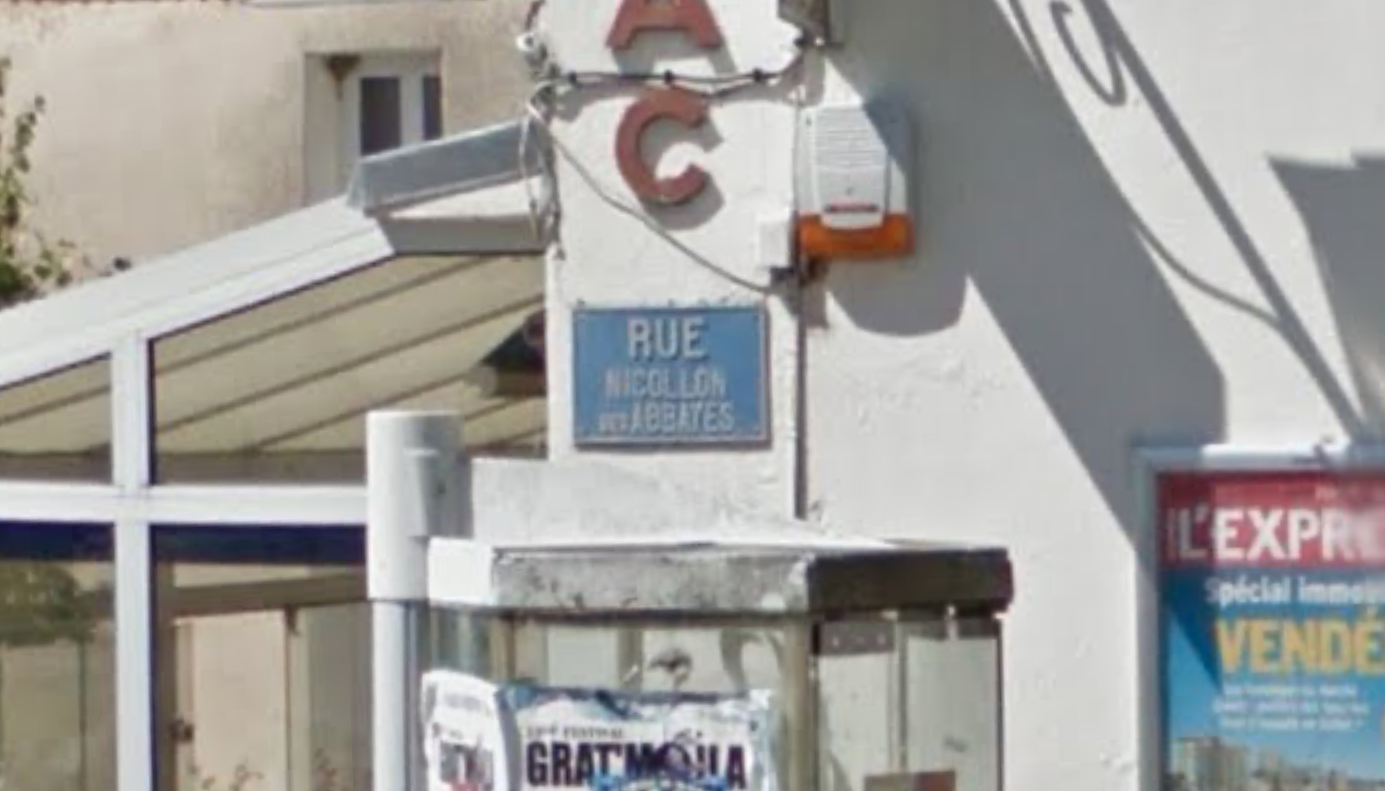
Rue Nicollon des Abbayes à Landeronde.

- François-René de Chateaubriand cite Pierre Nicollon des Abbayes dans son œuvre Mémoires d'outre-tombe : « Cathelineau marche sur Villiers ; d'autres chefs, MM. de La Roche-Saint-André, de Lyrot, Savin, Royrand, de La Cathelinière, Couëtus, Pajot, des Abbayes, Vrignaux, menacent Nantes, Niort et les Sables, Charette devient généralissime de la Vendée inférieure[20]. »

- En référence à Pierre Nicollon des Abbayes, a été inaugurée la rue « Nicollon des Abbayes »[21] à Landeronde, en Vendée.

## Héraldique
|  | Les armes des Nicollon des Abbayes d'après les lettres d'anoblissement par Louis XVIII. Parti : au 1 d'azur à la croix d'argent ; au 2 de gueules à deux épées d'argent montées d'or, les pointes basses, posées en sautoir et accompagnées en pointe d'un lys d'argent. |

## Articles
- Guy Coutant de Saisseval, « Pierre Nicollon des Abbayes », Revue du Souvenir Vendéen, No 18, mars 1952, p. 7